# Вілла Єлена
Вілла «Єлена» — п'ятиповерховий готель початку XX століття в місті Ялта. Відновлена на початку XXI століття.

## Історія
У 1907 році саратовський купець Іван Васильович Тихомиров купив дачу «Дарсана» (так називалася будівля, яка містилася на місці нинішньої вілли Єлени з 1877 по 1907 роки). Через деякий час Тихомиров вирішив повністю перебудувати будівлю. Проєкт він замовив відомому ялтинському архітектору Льву Миколайовичу Шаповалову (1873—1957). (За проєктами Л. М. Шаповалова в Ялті побудовані будинки письменника А.П. Чехова, князя А. Чингіза, будівля Ялтинського міського театру, церковно-парафіяльної школи собору Олександра Невського і багато інших.)

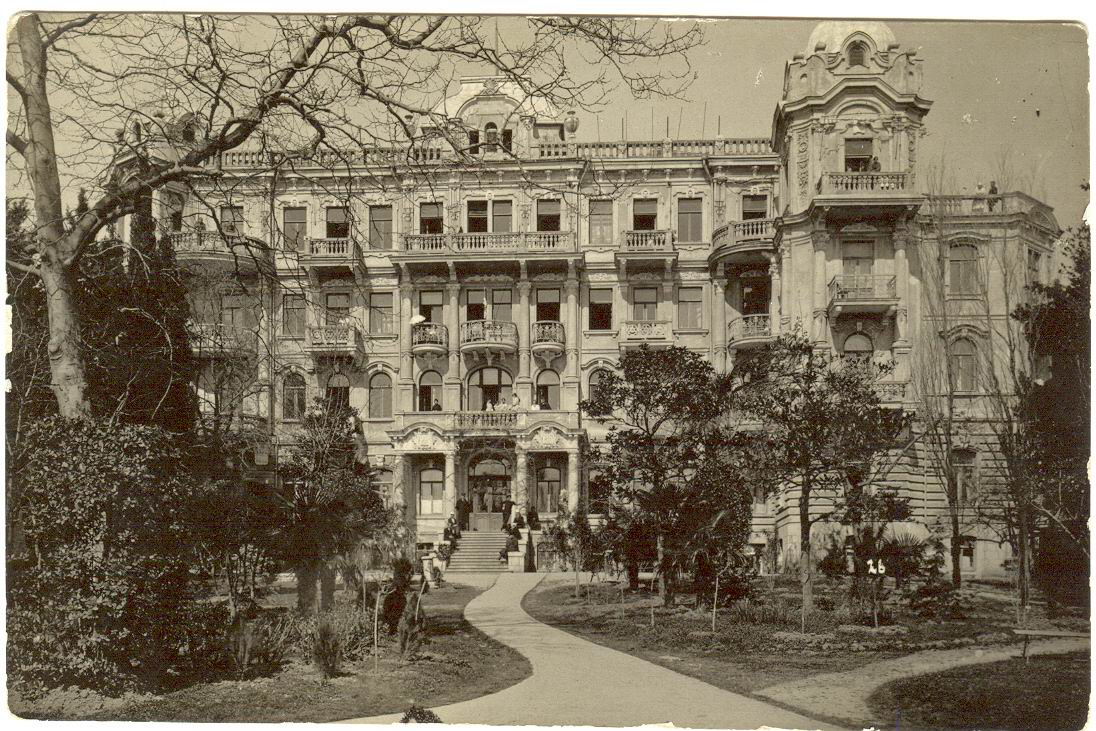
Готель на дореволюційному фото

Будівництво вілли було закінчено до осені 1912 року. На момент споруди Вілла була найвищою будівлею Ялти, мала власний парк і підйомну машину (ліфт). Із 1912 до 1918 року «Вілла Єлена» приймала знатних персон, як готель 1-го класу, якою керувала дружина купця Тихомирова — Єлизавета Іванівна.

16 вересня 1912 газета «Русская Ривьера» (№ 208) помістила оголошення про відкриття комфортабельно-мебльованого готелю «Вілла Єлена» на Набережній. Більш детальна інформація про новий готель була опублікована в путівниках того часу. У «Путеводителе по Крыму» Г.Москвіча за 1913 р написано:
Четырёхэтажное здание построено в 1912 году по проекту архитектора Л. Н. Шаповалова в стиле модерн. Устроена по образцу лучших заграничных отелей, со всеми новейшими усовершенствованиями и удобствами, не имеющимися в других гостиницах г. Ялты, как: подъемная машина, центральное водяное отопление, в каждом номере проведена вода, обширная терраса с великолепным видом на море и горы, гостиная, читальня, ванны. Все номера с балконами обращены на юг и выходят в большой декоративный сад. Благодаря прекрасному местоположению гостиницы, удалена от городского шума, пыли, ветров. Первоклассный ресторан. Номера отдаются посуточно и помесячно. Цены умеренные. Телефон № 515.
Справа Тихомирова процвітала. Їхня єдина дочка вийшла заміж за «міщанина м. Ялти, що закінчив університет», Федора Олексійовича Рофе-Черкасова, сина власника ванного закладу на Набережній. Перша внучка Тихомирова — Тетяна — народилася в 1910 році, другу — Тамару — хрестили через 4 дні після відкриття «Вілли Єлена» 20 вересня 1912 року. Мирне життя сім'ї зруйнувала більшовицька революція. Після встановлення в Криму радянської влади (осінь 1920 року) вілла «Єлена» була націоналізована.
У 1928 році в будівлі вілли «Єлена» був заснований Клімато-фтизіатричний лікувальний інститутом імені М. О. Семашко.

## Сучасний стан
У період правління радянської влади будівля використовувалася як здравниця, а пізніше як курортна поліклініка. У 2000 році почалася повна реставрація, яка закінчилася у 2007 році. У 2007 році вілла Єлена знову відчинила двері як Villa Elena Hotel & Residences. [Архівовано 21 жовтня 2021 у Wayback Machine.]
У 2011 році готель «Вілла Єлена» отримав офіційний статус п'ятизіркового готелю, оскільки і 100 років тому готель відповідає всім відповідним стандартам своєї епохи. За останні роки готель відвідали багато світових зірок, політики і бізнесмени: так у найдорожчому номері зупинялися Дженніфер Лопес, Алла Пугачова, Ігор Крутой, Григорій Лепс, Філіп Кіркоров, Валерій Леонтьєв, Маша Распутіна та інші, також готель приймав офіційні делегації з різних країн світу.
У 2012 році було відкрито сучасну будівлю готелю на 32 розкішних номери з конференц-залом, рестораном «Гранд Тераса» [Архівовано 12 квітня 2021 у Wayback Machine.] і СПА-центром.